# Nuuki repülőtér
A Nuuki repülőtér (IATA: GOH, ICAO: BGGH) (grönlandiul: Mittarfik Nuuk; angolul: Nuuk Airport; dánul: Nuuk Lufthavn) Grönland fővárosának, Nuuknak a repülőtere, mely 4 km-re északkeletre található a város központjától.
A repülőtér üzemeltetője a Greenland Airport Authority (grönlandiul: Mittarfeqarfiit). A repülőtér az Air Greenland egyik központi repülőtere.
A repülőtér azért épült, hogy kiszolgálja Grönland fővárosát, de a mérete miatt (950 m) a nagy utasszállító gépeket nem tudja fogadni. A repülőtér bővítése megoldaná a problémát, viszont az elhelyezkedése, időjárási viszonyok, illetve, hogy a repülőtér környéke már szinte teljesen beépült, nagy gondot okoz a bővítés elkezdésében.
A repülőtér jelentős bővítése, beleértve a futópálya meghosszabbítását, és egy új terminál építése 2024 novemberében fejeződött be. A fejlesztés lehetővé teszi, hogy nagyobb sugárhajtású repülőgépek szolgálják ki a repülőteret, illetve, hogy több nemzetközi helyszínről is elérhető legyen a város.

## Történet
A korai 1960-as években a repülőgépek a város kikötőjébe szálltak le illetve fel. 1962-ben egy PBY Catalina típusú repülőgép lezuhant a kikötő közelében, a balesetben 15-en meghaltak. Az eset után az Air Greenland beruházott egy helikopter flottába, majd ezt követően légcsavaros gépek vásárlásába.
Az 1980-as években nemzetközi járatok indultak a kanadai Iqaluitba valamint az izlandi Reykjavíkba.

## Menetrend szerinti járatot üzemeltető légitársaságok és célállomásaik
| Légitársaság  | Célállomások |
| ------------- | --- |
| Air Greenland | Aasiaat, Ilulissat, Kangerlussuaq, Kulusuk, Maniitsoq, Narsarsuaq, Nerlerit Inaat, Paamiut, Sisimiut Szezonális: Iqaluit, Reykjavík-Keflavík |
| Air Iceland   | Reykjavík |

## Felszereltség
A repülőtér egy utasforgalmi terminállal és egy teheráru terminállal rendelkezik. A repülőtéren távolságmérő berendezés is található.

### Terminál

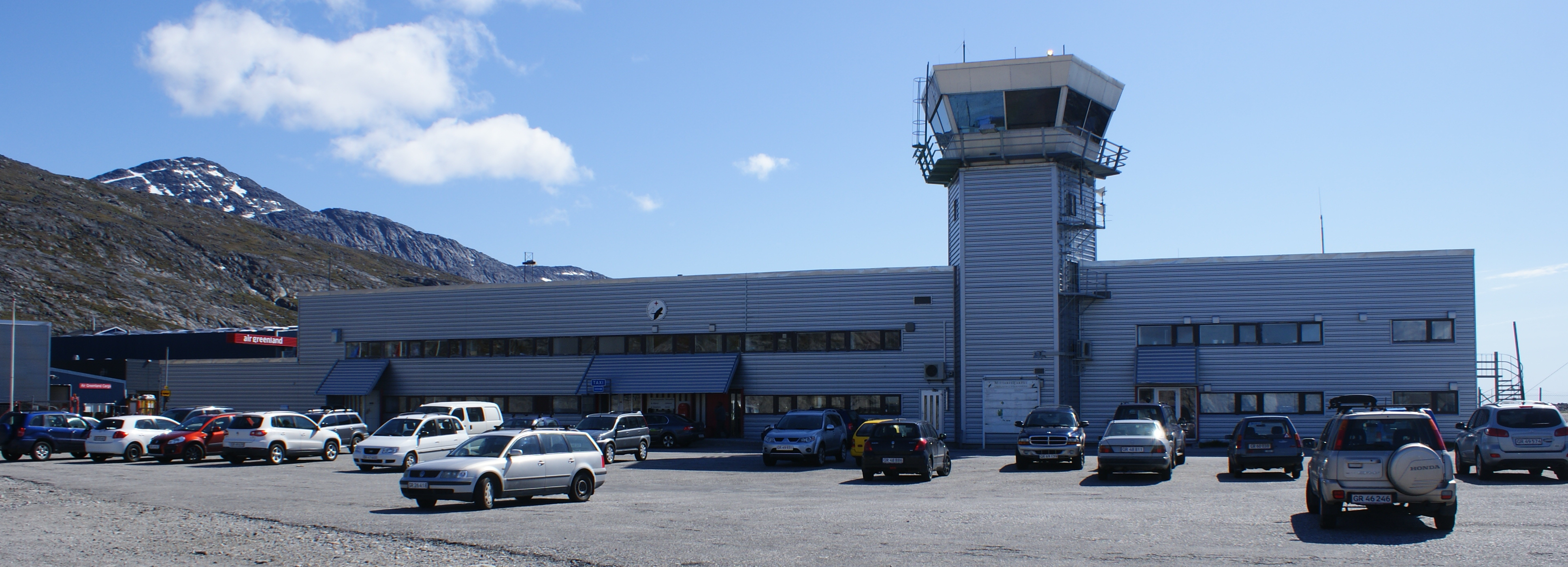
A repülőtér épülete

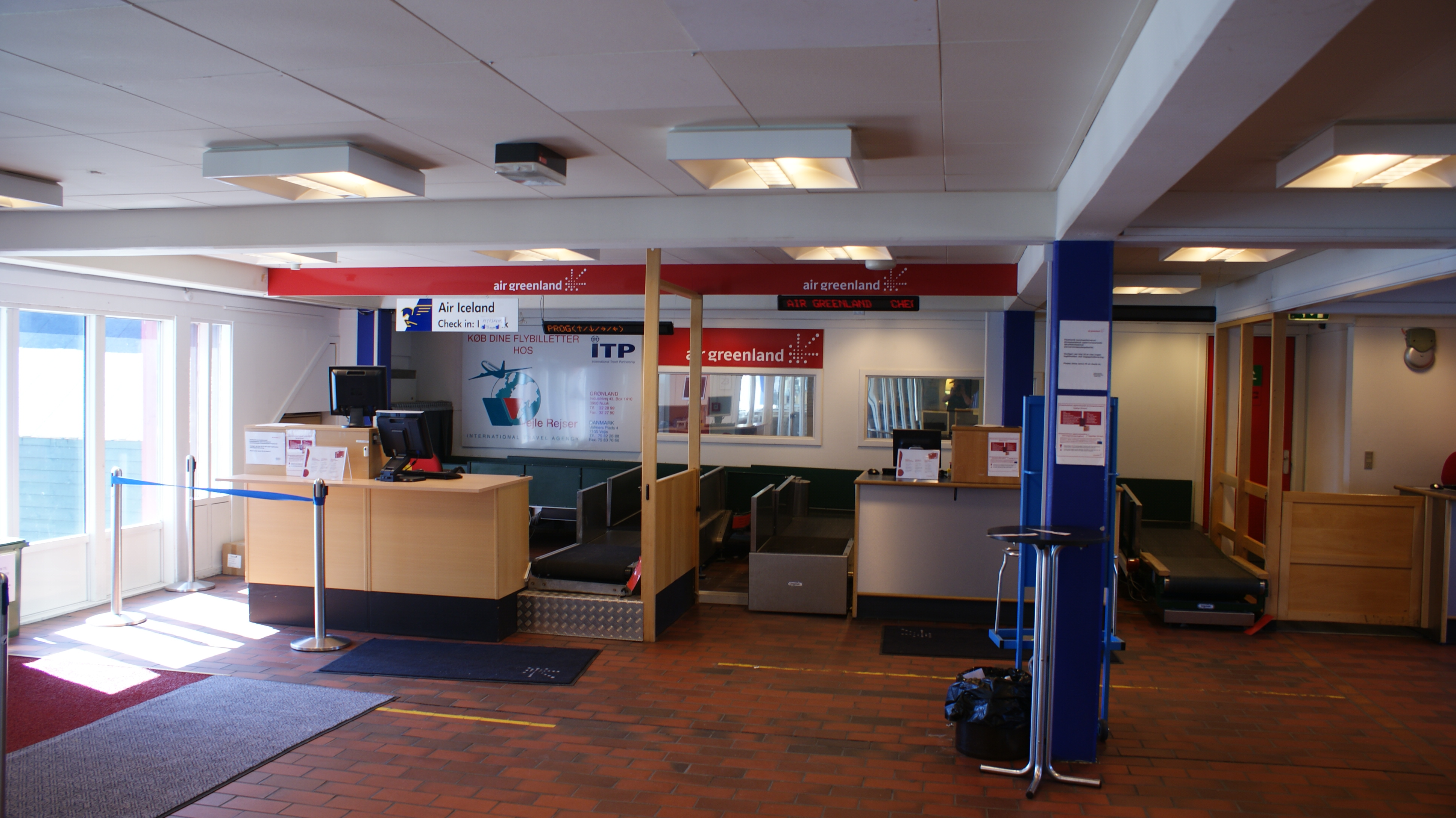
Az Air Greenland check-in pultja az utasterminálon

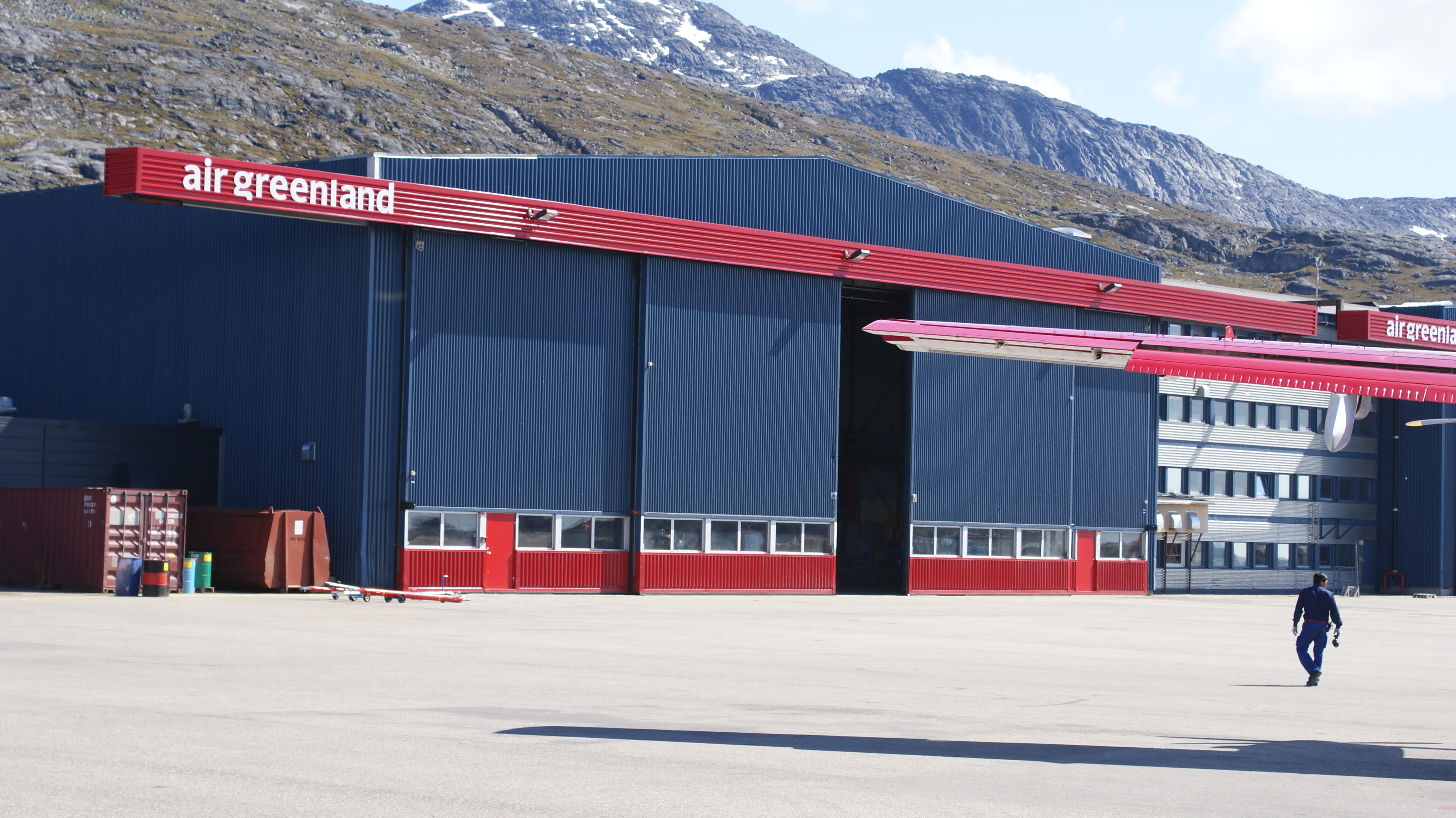
Az Air Greenland szerelő csarnoka a repülőtéren

A terminál 3 kapuval rendelkezik. A csomagoknak futószalag van kiépítve. A repülőtér hétfőtől szombatig reggel 8 órától délután 5 óráig van nyitva.

### Földi közlekedés
A repülőtér menetrend szerinti autóbusszal illetve taxival is megközelíthető. A buszok óránként indulnak és összekötik a repülőteret a belvárossal.

## Balesetek, légi események
- 1973-ban egy Sikorsky S-61N helikopter lezuhant a repülőtértől 40 km-re délre. A gépen tartózkodók közül 15 ember meghalt.[7]
- 2008. június 7-én egy Eurocopter AS 350 Écureuil helikopter lezuhant a kifutópályára. A balesetben nem halt meg senki, de a gép javíthatatlan lett.[8]
- 2011. március 4-én az Air Iceland Bombardier Dash 8 futóműve elromlott leszállás közben. Senki nem sérült meg.